# Rzeczpospolita Polska Walcząca
Rzeczpospolita Polska Walcząca – polska podziemna organizacja antykomunistyczna działająca na Dolnym Śląsku w latach 1949–1951. 

## Działalność
Organizacja wydawała własne pismo Kresowiak, posiadała radiostację umieszczoną na wieży kościoła uniwersyteckiego we Wrocławiu, prowadziła działalność wywiadowczą na temat struktur terenowych MO, UB i PZPR. Organizacja działała w Środzie Śląskiej oraz w sąsiednich powiatach. Rzeczpospolita Polska Walcząca liczyła w sumie około 450 członków, a jej działalność była oparta głównie na środowisku chłopskim, wykorzystując niezadowolenie chłopów z polityki rolnej państwa, a także potencjał ludzki nieistniejącego już wówczas PSL.

## Historia
Organizacja została założona przez Włodzimierza Pawłowskiego w 1949 roku pod nazwą Kresowiak. W lutym 1950 zmieniono jej nazwę na Rzeczpospolita Polska Walcząca.
Organizację rozbito aresztowaniami, których główne nasilenie przypadło na październik 1951 roku. Założyciel organizacji Włodzimierz Pawłowski został aresztowany 13 października 1951 roku we Wrocławiu. Wyrokiem Wojskowego Sądu Rejonowego, w dniu 31 lipca 1952 r. został skazany na karę śmierci. Wyrok wykonano 24 kwietnia 1953 r. w więzieniu przy ul. Kleczkowskiej we Wrocławiu. 